# کارلو ویتوریو وارتی
کارلو ویتوریو وارتی (انگلیسی: Carlo Vittorio Varetti؛ ۱۸۸۴ – ۱۹۶۳) بازیکن فوتبال اهل ایتالیا بود.
از باشگاه‌هایی که در آن بازی کرده‌است می‌توان به باشگاه فوتبال یوونتوس اشاره کرد.